# ズンドコ パラダイス
「ズンドコ パラダイス」は、ジャニーズWESTの3枚目のシングル。2015年2月4日にジャニーズ・エンタテイメントから発売。

## 概要
- 前作「ジパング・おおきに大作戦/夢を抱きしめて」から約4ヶ月振りのリリース。

- 初回盤A・B、通常盤の3形態での発売。

- グループでは初のノンタイアップシングル。

- 全形態には「SAKURA 〜旅立ちのうた〜」を共通のカップリングとして収録。

- 初回盤A・Bには、オリジナル・カラオケ2曲を共通して収録。

- 初回盤AのDVDには、表題曲のMusic Clip & Makingを収録。

- 初回盤BのDVDには、『ジャニーズWEST デビュー記念イベント 「デビューしてもええじゃないか〜バンザイ!!その先の一等賞へ〜」ダイジェスト』の映像を収録。

- 通常盤には、「青春ウォーーー!!」と、あいみょんが作詞した「Time goes by」のカップリング2曲を収録。

## 封入特典

### 初回盤A
- 2面4Pジャケット

### 初回盤B
- 12Pブックレット

### 通常盤
- 3面6Pジャケット

## 収録曲

### CD

#### 通常盤
1. ズンドコ パラダイス
作詞・作曲：岩崎貴文, 編曲：CHOKKAKU
2. SAKURA 〜旅立ちのうた〜
作詞：Shusui, 作曲：Shusui、Matjaz Vlasic、Bostjan Grabnar, 編曲：船山基紀
3. 青春ウォーーー!!
作詞：下地悠, 作曲：川口進、MiNE, 編曲：CHOKKAKU
4. Time goes by
作詞：あいみょん, 作曲：Shusui、川口進, 編曲：ha-j

#### 初回限定盤A/B
1. ズンドコ パラダイス
2. SAKURA 〜旅立ちのうた〜
3. ズンドコ パラダイス（オリジナル・カラオケ）
4. SAKURA 〜旅立ちのうた〜（オリジナル・カラオケ）

### DVD

#### 初回限定盤A
1. 「ズンドコ パラダイス」Music Clip & Making

#### 初回限定盤B
1. ジャニーズWEST デビュー記念イベント 「デビューしてもええじゃないか〜バンザイ!!その先の一等賞へ〜」ダイジェスト

## テレビ出演
ズンドコ パラダイス
- 『ザ少年倶楽部』（2015年2月4日、NHK BSプレミアム）
重岡が「モモコのOH!ソレ!み〜よ!」の収録の為、6人で披露

SAKURA 〜旅立ちのうた〜
- 『ザ少年倶楽部』（2015年3月4日、NHK BSプレミアム）
テレビ初披露